# Revolução comunista

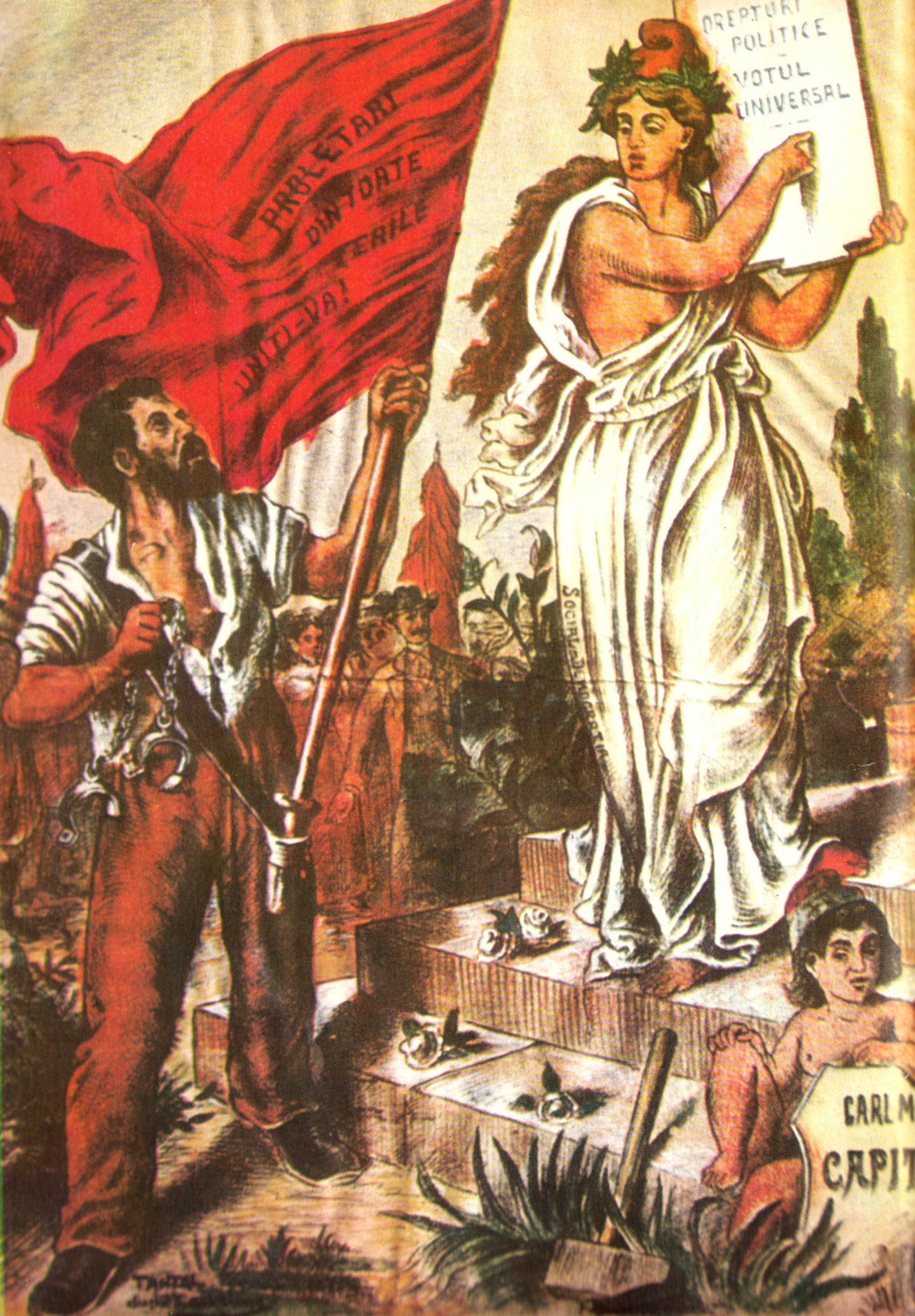
Dezrobirea Muncitorilor ("Emancipação dos Trabalhadores"), uma cromolitografia socialista na revista romena criada pelo artista polonês-romeno Witold Rolla-Piekarski.

Revolução comunista é uma revolução proletária muitas vezes, mas não necessariamente, inspirada nas ideias do marxismo, que visa substituir o capitalismo pelo comunismo, sendo o socialismo tipicamente um estágio intermediário. A ideia de que a revolução proletária é necessária é uma pedra angular do marxismo; os marxistas acreditam que os trabalhadores do mundo devem unir-se e libertar-se da opressão capitalista para criar uma corrida mundial pela e para a classe trabalhadora. Assim, na visão marxista, revoluções proletárias precisam acontecer em países de todo o mundo.
O leninismo argumenta que uma revolução comunista deve ser conduzida por uma vanguarda de "revolucionários profissionais", homens e mulheres que são totalmente dedicados à causa comunista e que podem, então, formar o núcleo do movimento revolucionário. Alguns marxistas não concordam com a ideia de uma vanguarda de comunistas como apresentado por Lênin, especialmente a esquerda comunista. Marxistas-leninistas também se opõem a vanguarda apesar de discordarem com a maioria da esquerda comunista. Estes críticos insistem que toda a classe trabalhadora deve estar profundamente envolvida e igualmente comprometida com a causa socialista ou comunista, para que uma revolução proletária possa ser bem sucedida. Para este fim, eles buscam construir partidos comunistas maciços e com grandes adesões.